# We the Kings

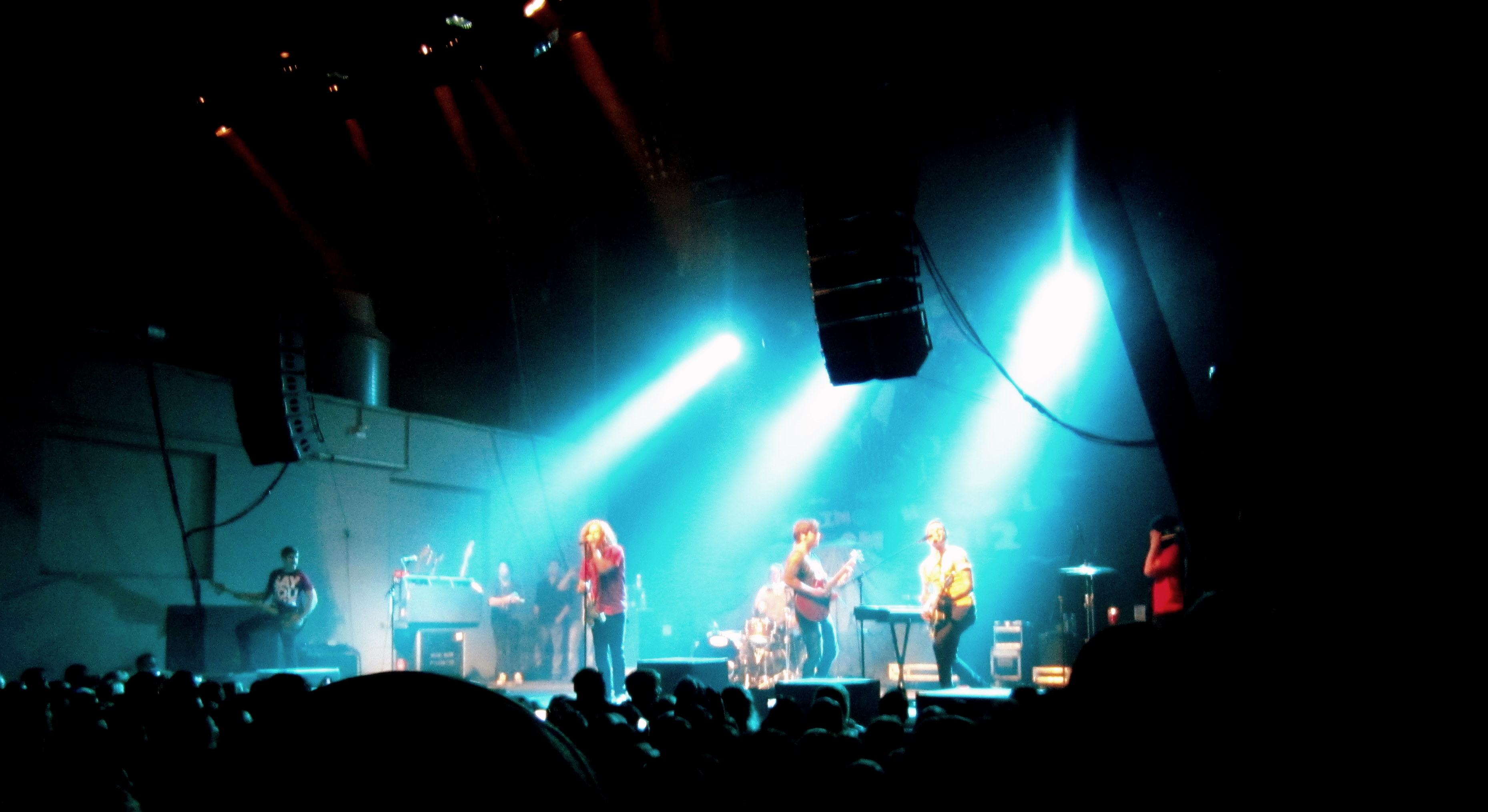
We the Kings 2012

We the Kings is een Amerikaanse poprockband uit Bradenton, Florida. Hun eerste, zelfgetitelde album kwam uit in 2007. De single "Check Yes Juliet" werd platina en werd 250.000 keer verkocht in de Verenigde Staten. Hun tweede album "Smile Kid" (2009) bevat singles als "We'll Be A Dream" (met Demi Lovato) en "Heaven Can Wait". Hun derde en nieuwste album heet "Sunshine State of Mind" (2011), en hun single "Say You Like Me" heeft in 2011 de MTV Music Award gewonnen voor "Most Innovative Music Video Of The Year". In 2012 heeft de band in het voorprogramma gespeeld van de wereldtour van de Canadese band Simple Plan. Ook heeft We The Kings als hoofdact op het grote podium op de "Vans Warped Tour" gespeeld, door heel de Verenigde Staten heen. De band is vooral populair in Amerika en niet zozeer in Europa.

## Tours

### 2005–2008
We The Kings' eerste tour was met "Don't Die Cindy", in de zomer van 2005, onder de naam "De Soto". In 2005 ging de band voor het eerst toeren als "We The Kings", samen met de band "Boys Like Girls". De eerste tour als hoofdact heette "Long Hair Don't Care", samen met "Valencia", "The Cab", "Sing It Loud" en "Charlotte Sometimes" en vond plaats in maart en april van dat jaar. In mei en juni was We The Kings voorprogramma voor Cute Is What We Aim For en Boys Like Girls op hun tour door Groot-Brittannië.
In de herfst van 2007 speelde de band in een tour genaamd Tourzilla met hoofdacts als Boys Like Girls, All Time Low, en "The Audition". In 2008 speelde We The Kings samen met "Metro Station" en "The Cab" als voorprogramma bij Cobra Starship. In 2008 speelde de band tijdens de "Vans Warped Tour".
Om 30 augustus 2008 was de band onderdeel van "The Rays Summer Concert Series" en mochten zij spelen op het veld na een wedstrijd van de "Tampa Bay Rays". Eind 2008 toerde de band door de Verenigde Staten en het Verenigd Koninkrijk met The Academy Is... (de tour heette de "Bill & Trav's Bogus Journey"). Zij speelden hier samen met "The Maine", "Hey Monday" en Carolina Liar.

### 2009–2010
In februari 2009 startte de band een tour genaamd "The Secret Valentine Tour", samen met "The Maine", "The Cab", "There for Tomorrow" en "VersaEmerge". In 2009 speelde We The Kings in de "Bamboozle Roadshow Tour", die duurde van 3 april tot 2 mei. Bij deze tour speelde nog veel meer bands zoals Forever The Sickest Kids, The Cab, Never Shout Never en Mercy Mercedes. Op 8 juli 2009 begon de band met de tour van de band All Time Low als voorprogramma samen met Cartel en "Days Difference". Ook in 2009 deed de band weer mee in de zomer met de "Vans Warped Tour". In de herfst van 2009 was de band weer het voorprogramma van de band All Time Low, in de "Glamour Kills Tour", samen met "Hey Monday" en "The Friday Night Boys".
Begin 2010 was de band hoofdact bij "Hot Topic Presents: Take Action Tour" samen met de bands There For Tomorrow, A Rocket To The Moon, Mayday Parade en Stereo Skyline. We The Kings speelde ook samen met de band New Found Glory op het jaarlijkse lente concert op Fitchburg State College. In maart van 2010 was de band opnieuw het voorprogramma, deze keer bij You Me at Six, een Engelse poprockband, bij hun tour door het Verenigd Koninkrijk, samen met "Forever The Sickest Kids". En in 2010 speelde de band weer op de "Vans Warped Tour" gedurende de zomer van 26 juni tot 2 augustus. Na de "Vans Warped Tour" begon de band hun eigen wereldtournee in 2011 te plannen. In april 2010 trad de band op bij een benefiet concert met een ander poppunkband "Voted Most Random" op een lokale concertzaal in New Haven, Connecticut. Het evenement bracht duizenden dollars op voor ClearWater Initiative en was dan ook de grootste inzamelingsactie tot nu toe. In juni van dat jaar trad We The Kings op bij "93Q Summer Jam", een concert in Baldwinsville, New York in het Papermill Island. Ze traden op met de bandsCartel, "Jaicko", Mayday Parade, "New Boyz", Shontelle en "Spose". Ze speelden onder andere "Secret Valentine" en "Check Yes Juliet".

### 2011
Begin 2011 verliet basgitarist Drew Thomsen en later dat jaar werd de nieuwe basgitarist bekend: Charles Trippy.
Van 4 tot 15 februari 2011 toerde We The Kings rond in het Verenigd Koninkrijk langs tien verschillende steden. Het optreden van Manchester was een van de eerste avonden die uitverkocht was. De gehele tour stonden de bands "Versaemerge", "All Forgotten" en "I See Stars" in het voorprogramma. Eveneens in februari 2011 troude de band in de Filipijnen met The Maine en Never Shout Never. Maart 2011 toerde de band in Australia en speelde op het Soundwave festival. De optredens in Sydney en Melbourne waren uitverkocht. In de zomer van hetzelfde jaar begon We The Kings aan de "Friday is Forever Tour", wat vernoemd is naar hun toen net uitgebrachte single. De bands The Downtown Fiction, Hot Chelle Rae en "Action Item" waren het voorprogramma.
Dit jaar participeerde de band dus niet aan de "Vans Warped Tour".
In november 2011 verscheen Travis Clark bij een conferentie opgezet door magazine Billboard, samen met S-Curve-oprichter en muziekproducent Steve Greenberg om de nieuwe muziekvideo te laten zien, wat een interactieve videogame is, gebaseerd op de muziek en leden van de band.
In december van 2011 lanceerde Travis zijn eigen kledinglijn "King Travis Clothing genoemd". Iedere maand werd er een nieuw, zelfbedacht ontwerp gelanceerd en het ontwerp van de vorige maand was dan niet meer beschikbaar.

### 2012
In 2012 toerde We The Kings op de "End of the World Tour", samen met "Anarbor", "The Downtown Fiction" en "Mayday Parade"
In dit jaar was de band weer voorprogramma voor de band Simple Plan in Australië. Zelf toerde de band in Europa als hoofdact in Zweden, Denemarken, Spanje, Finland, Zwitserland, Nederland, Duitsland, Frankrijk, Oostenrijk, Hongarije, Servië, Italië, Portugal en het Verenigd Koninkrijk. In 2012 speelde de band weer bij de "Vans Warped Tour".
In september trad de band op bij NoCAPRICHO in São Paolo in Brazilië, naast bands als "We Are The In Crowd" en "Before You Exit". Ook trad de band op bij de Roger Williams University in Rhode Island.

### 2013
In januari 2013 is We The Kings begonnen met het opnemen van hun vierde album. Travis, Danny, Hunter en Coley speelden hun stukken in in Californië, terwijl Charles zijn bas stukken in Florida opnam, in de studio van Boyce Avenue.
Van 24 januari tot 30 januari toerde de band in het Verenigd Koninkrijk in hun zogeheten "UK is Forever"-tournee. Ook de rest van Europa deden zijn aan in 2013, maar dan in februari. De "Party, Fun, Love & Europe Tour" begon op 1 februari in Eindhoven en eindigde op 12 februari in Lissabon.
Eind maart 2013 kondigden de leden van de band aan dat er in de eerste week van april een nieuwe single gepubliceerd wordt. De titel van het lied is 'Just Keep Breathing'. Het lied gaat over Travis Clarks kindertijd en hoe hij daarin veel is gepest.
In de tussentijd zijn er nog meer liedjes uitgebracht met titels als 'Find You There' en 'Any Other Way'. Laatst genoemde is geschreven voor de film Iron Man 3 (2013).
Op 26 november onthulde de zanger van de band, Travis Clark, via Twitter de verschijningsdatum van hun nieuwe album: 16 december 2013. Travis plaatste enkele studio-updates op YouTube, waardoor er al een aantal liedjestitels bekend zijn waaronder 'I Like It', 'Queen of Hearts' en 'I Feel Alive'. Door enkele tweets van Charles met songteksten van nieuwe liedjes is ook nog de titel 'See You In My Dreams' bekend.
Oorspronkelijk zou het album Vitam Regum gaan heten. Op 2 december liet de band echter weten de titel te hebben veranderd in Somewhere, Somehow, met als reden dat hun voorgaande albums (met uitzondering van het zelfgetitelde album) allemaal met een 'S' begonnen. Deze traditie wilde de band graag in stand houden.
In maart 2014 begon de band met een tournee door de Verenigde Staten, genaamd de 'Art of Tour'. Deze tournee was vernoemd naar het lied 'Art of War', dat was geschreven voor The Hunger Games: Catching Fire en begin december was uitgekomen. De aanvankelijke bedoeling was dat dit lied de titelsong van de film zou worden, maar toen Coldplay zich aanbood om een lied te schrijven ('Atlas'), werd dit lied de titelsong.

## Bandleden

### huidige bandleden
- Travis Clark - hoofdzang, gitaar
- Hunter Thomsen - gitaar, achtergrondzang
- Coley O'Toole - gitaar, piano, achtergrondzang
- Charles Trippy - basgitaar
- Danny Duncan - Drums

### Ex-bandleden
- Drew Thomsen - bas

## Discografie

### Studio-albums
| Jaar | Albumdetails                                                                                      | Hoogste notering | Hoogste notering | Hoogste notering | Hoogste notering | Hoogste notering |
| Jaar | Albumdetails                                                                                      | US               | US Rock          | US Heat          | US Indie         | AUS              |
| ---- | ------------------------------------------------------------------------------------------------- | ---------------- | ---------------- | ---------------- | ---------------- | ---------------- |
| 2007 | We The Kings - Datum van verschijnen: 2 oktober 2007 - Platenmaatschappij: S-Curve Records        | 151              | —                | 3                | —                | —                |
| 2009 | Smile Kid - Datum van verschijnen: 8 december 2009 - Platenmaatschappij: S-Curve Records          | 112              | 24               | —                | 5                | —                |
| 2011 | Sunshine State of Mind - Datum van verschijnen: 5 juli 2011 - Platenmaatschappij: S-Curve Records | 45               | 9                | —                | —                | 95               |
| 2013 | Somewhere, Somehow - Datum van verschijnen: 16 december 2013                                      |                  |                  |                  |                  |                  |
| 2015 | Strange love - Datum van verschijnen: 20 november 2015                                            |                  |                  |                  |                  |                  |

### Ep's
- Secret Valentine EP (2008)
- Party, Fun, Love, and Radio EP (2012)

## Prijzen
| Jaar | Prijs                  | Categorie                                  | Werk             | Resultaat |
| ---- | ---------------------- | ------------------------------------------ | ---------------- | --------- |
| 2008 | MTV Video Music Awards | "Best New Artist"                          | We the Kings     | gewonnen  |
| 2008 | Rock on Request Awards | "Best Pop Punk Artist"                     | We the Kings     | gewonnen  |
| 2010 | Teen Choice Awards     | "Choice Hook Up" (gedeeld met Demi Lovato) | We'll Be a Dream | gewonnen  |
| 2012 | O Music Awards         | "Most Innovative Music Video"              | Say You Like Me  | gewonnen  |